# Eupelops plicatus
Eupelops plicatus är en kvalsterart som först beskrevs av Koch 1835.  Eupelops plicatus ingår i släktet Eupelops och familjen Phenopelopidae. Inga underarter finns listade i Catalogue of Life.